# Vimbuza

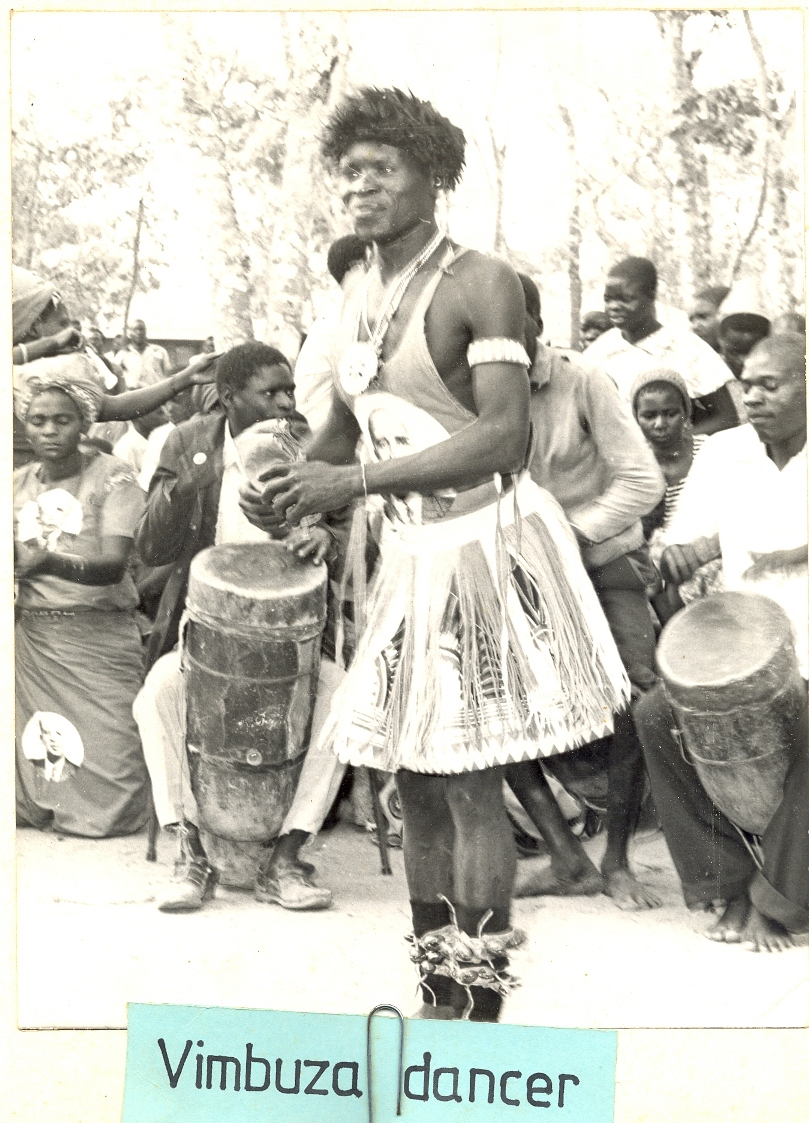
Tancerz vimbuza z Malawi.

Vimbuza – termin używany pośród ludzi Tumbuka północnej Malawi i wschodniej Zambii. Terminem tym określa się duchy ucieleśniające choroby, zdolne opętać ludzi, a także moce, jakie mają: bębny, muzyka, tańce i rytuały wykonywane, aby te duchy odpędzić. UNESCO uwzględniło rytualne tańce vimbuza jako niematerialne dziedzictwo kulturowe ludzkości w roku 2008. Vimbuza, jak opisuje UNESCO, tworzy „przestrzeń do wytańczenia swojej choroby przez pacjentów”.
Uzdrowiciel diagnozuje opętanie przez duchy i wraz z pacjentem wykonuje rytualne lecznicze tańce przez następne kilka tygodni lub miesięcy. Taniec ma za zadanie wprowadzić pacjenta w trans, podczas gdy bębny mają wzywać duchy do pomocy. Jako zjawisko kulturowe, vimbuza jest lokalną wersją popularnego zjawiska znanego jako ngoma, które można spotkać w wielu częściach centralnej i południowej Afryki.
Jest przeważnie wykonywane w Rumphi, ale też rozprzestrzeniło się do takich miejsc jak: Mzimba, Kasungu, czy Karonga. Taniec ten jest też wykonywany w zaotce Nkhata Bay, gdzie pod rodzimą postacią jest nazywany masyabi.
Niektórzy artyści z regionu używają w swojej twórczości rytmy, instrumenty, aranżacje i tańce wywodzące się z rytuału vimbuza (Wambali Mkandawire, Siyayo Mkandawire, Kukaya).